# Simetrie T
În fizică, se înțelege prin simetrie T (numită și simetrie temporală sau invarianță temporală) invarianța unei teorii sau unui model față de inversarea sensului timpului, numită inversie temporală. În general, fenomenele macroscopice nu prezintă invarianță temporală; un exemplu tipic este schimbul de căldură, care are loc conform principiului al doilea al termodinamicii. La scară microscopică, fenomenele atomice descrise de mecanica cuantică sunt T-invariante, pe când interacțiile slabe (de exemplu dezintegrarea beta) nu sunt. Modelul standard al particulelor elementare este CPT-invariant, adică este invariant față de aplicarea simultană a transformărilor de inversie temporală (T), paritate (P) și conjugare de sarcină (C); el nu este invariant față de transformări T, P sau C aplicate separat.